# 大西満
大西 満（おおにし まん、1939年12月25日 - 2023年6月29日）は日本の釣り師。
1980年代には「鮎釣り名人」として著名となった。泳がせ釣りの祖と言われている永井茂に師事し、報知アユ釣り選手権にて、第5〜9期名人となる。大阪府寝屋川市在住。

## 来歴
徳島県に生まれる。徳島県三好市池田町出身。
社会人となり大阪市職員として勤務する傍ら、釣りに傾倒し1974年（昭和49年）開催の報知アユ釣り選手権では第5期名人を獲得する。以降、1978年（昭和53年）開催の同大会で第9期名人を獲得まで毎年名人を獲得し続けた。
1979年（昭和54年）には初の著書『新しい友釣り』を出版。翌年おおよそ1000人の前で大阪市中央公会堂にてアユ釣り講演会を実施し盛況を得る。
1986年（昭和61年）にもエッセイ本『ちょっと拝釣』を出版している。
1988年（昭和63年）より「日南の水を守る会」主催により大西満杯争奪鮎友釣り大会が開催される様になった。
これは日野川の源流域で活動する「釣り連絡協議会」の青年たちが立ち上がり清流を守るための活動であり、当初、著名な鮎釣り師で且つ水質保全や河川保護に高い見識を持つ大西はこのイベントに際し講演を行ったが、大西当人は「こんな純粋な気持ちで活動している人たちからもらうわけにはいきません。」と講演会料を固辞。青年達は、その資金を意味あるものにしようと、大西の名を冠したアユ釣り大会を通して日野川を知ってもらおうと企画した。
同大会は2018年の第30回大会が最後の開催となったが、大西は最終回の開会スピーチにて、
```
30回を迎えたこの大会ですが、開催した当初は河原にカップ麺の容器やプラスチックごみがあちらこちらに落ちていました。当時、釣れたアユも食べたいと思いませんでした。しかし、関係者の努力のおかげで確実に川は生き返ってきました。
```

と述べた。現在この大会は別名になったが「大西満杯記念」として引き継がれ現在も「日南の水を守る会」により行われている。
2023年6月29日、数年前から癌による闘病を続けながら精力的に釣り・ブログ更新を続けていたが大阪府寝屋川市にて死去。

## 出演番組
- フィッシングライフ（サンテレビ）
- 釣り一筋（ラジオ大阪）

## 大会履歴
1972年（昭和47年）第3期報知チヌ釣り名人戦：名人位（主催 報知新聞社）徳島県鳴門市堂ノ浦
1974年（昭和49年）第5期報知アユ釣り名人戦：名人位（主催 報知新聞社）和歌山県日高川
1975年（昭和50年）第6期報知アユ釣り名人戦：名人位（主催 報知新聞社）岐阜県馬瀬川
1976年（昭和51年）第7期報知アユ釣り名人戦：名人位（主催 報知新聞社）岐阜県馬瀬川上流
1977年（昭和52年）第8期報知アユ釣り名人戦：名人位（主催 報知新聞社）和歌山県日高川
1978年（昭和53年）第9期報知アユ釣り名人戦：名人位（主催 報知新聞社）
1979年（昭和54年）日置川がま鮎大会：第３位（主催 がまかつ）和歌山県日置川
1980年（昭和55年）第3回G杯争奪全日本ハエ釣り選手権：優勝（主催がまかつ）岡山県旭川
1980年（昭和55年）第2回G杯争奪全日本グレ釣り選手権：第3位（主催がまかつ）愛媛県宇和島市日振島本島
1980年（昭和55年）第3回G杯争奪全日本グレ釣り選手権：準優勝（主催がまかつ）伊豆諸島式根島
1980年（昭和55年）第1回G杯争奪全日本チヌ釣り選手権：準優勝（主催がまかつ）徳島県鳴門市堂ノ浦
1982年（昭和57年）第3回G杯争奪全日本チヌ釣り選手権：優勝（主催がまかつ）静岡県清水市清水港
1982年（昭和57年）第6回G杯争奪全日本アユ釣り選手権：準優勝（主催がまかつ）長野県千曲川
1984年（昭和59年）第8回G杯争奪全日本アユ釣り選手権：準優勝（主催がまかつ）和歌山県日置川

## 人物
- 元大阪市職員。
- 1985年8月12日に発生した日本航空123便墜落事故の事故機への搭乗を回避しており、事故当日は墜落現場から約50数kmに位置する前橋市の利根川で釣りファンを相手に15時頃までの予定で鮎釣りの講習を行っており、羽田19時35分発の伊丹行の飛行機に搭乗し帰阪する予定であった。しかし前日に降った大雨の影響で川の水が濁っており肝心の鮎が見えにくかったことなどから講習会は予定より1時間ほど早く終了したため家族には18時頃の便で帰る事を伝えたものの、主催した釣具店を出発する直前に「がまかつ製の釣竿が壊れたので修理をしてほしい」と知人から依頼され[注 1]、その修理をしていたため羽田空港へは30分以上遅れて到着し、当便のキャンセル待ちに並んだものの満席でさらに空席待ち2人前で締め切られたため搭乗は出来ず、結局羽田を18時30分に出発する東亜国内航空（日本エアシステム[注 2]）207便に搭乗したためその墜落事故から逃れた。この別便に変更した事を家族に伝えなかった為、パニックに陥っている家族及び近隣住民の渦中に帰宅する事となった。[1]また事故については大阪の自宅に着いてから知ったという。
- 著書『新しい友釣り』の執筆にあたり友釣りの理論化・体系化を行った。
- 趣味として自作の釣り具（主にタモ枠）を作成している。
- 2012年1月に、ブログ『大西満の「もっと釣りたい」』を開設。
- 84歳まで精力的に釣り・ブログ更新を行っていたが2023年6月死去。

## フィールドテスター
- がまかつ
- 東レ
- ボナンザ
- マルキュー

## 著書
- 新しい友釣り - 1979年：釣の友社
- 全国名人の釣り場・釣り技=テクニック(おとなのうんちく読本―For better life) - 1984年：こう書房
- 大西満 アユ釣り探求（別冊フィッシング） - 1985年：廣済堂出版
- ちょっと拝釣 - 1986年：釣りサンデー

## 出演番組

### テレビ
- フィッシングライフ[2][出典無効]

### セルビデオ
- 大西満　日置を釣る【友釣り】